# Campo de Cariñena
Campo de Cariñena – comarca w Hiszpanii, w Aragonii, w prowincji Saragossa, w obszarze przejściowym pomiędzy górami Iberyjskimi i doliną rzeki Ebro. Stolicą comarki jest Cariñena. Comarca ma powierzchnię 772 km². Mieszka w niej 10 987 obywateli.
Jest to tradycyjny winiarski region położony między rzekami Jalón i Huerva. Znajduje się  w tym regionie około 15 705 hektarów winnic. Comarca posiada na znacznej przestrzeni suchy klimat kontynentalny ze zmianami sezonowymi, lato jest tu gorące i stosunkowo krótkie w porównaniu z długim okresem zimy.

## Gminy
- Aguarón
- Aguilón
- Aladrén
- Alfamén
- Cariñena
- Cosuenda
- Encinacorba
- Longares
- Mezalocha
- Muel
- Paniza
- Tosos
- Villanueva de Huerva
- Vistabella de Huerva